# 혼성경기

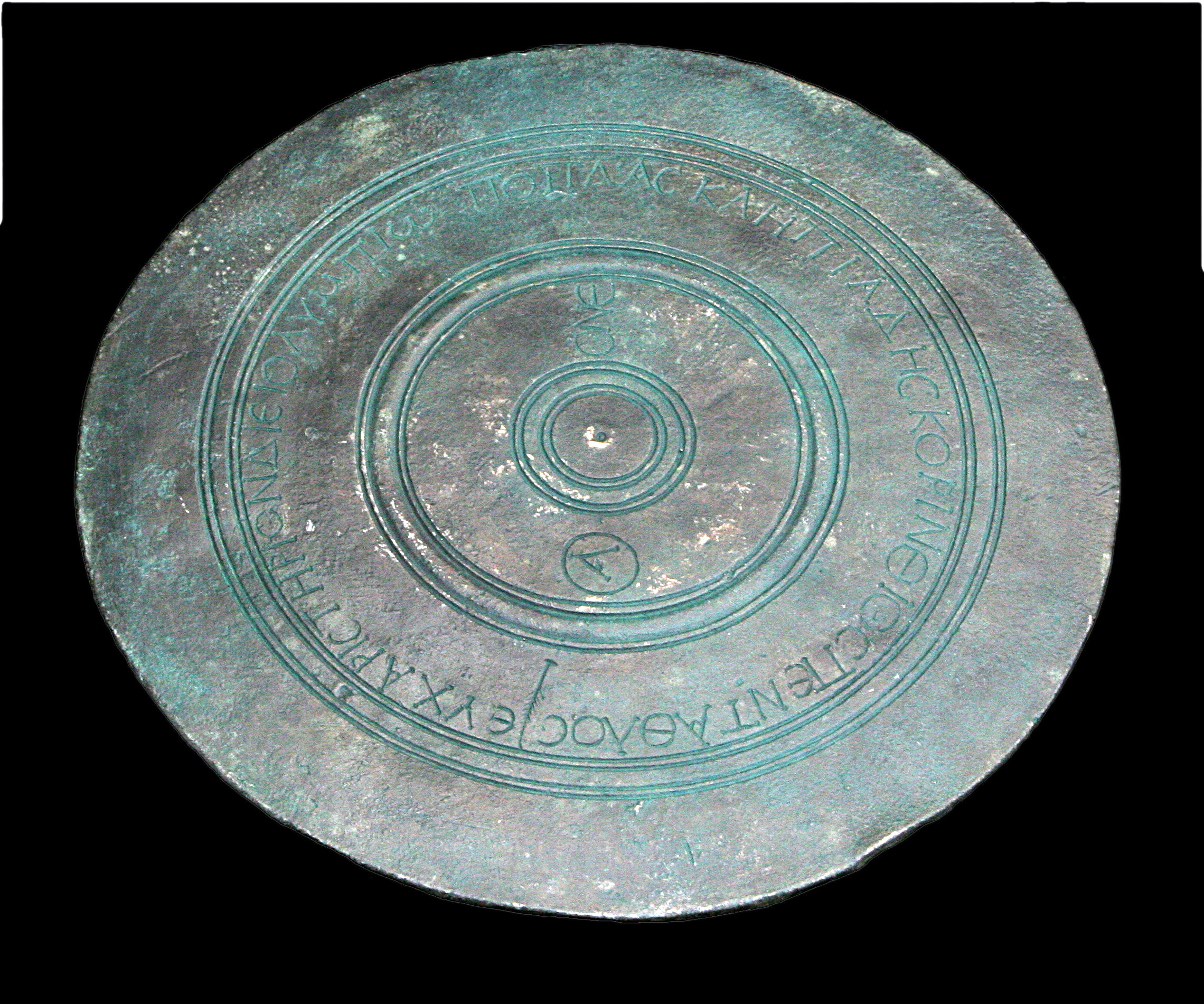

혼성경기(混成競技)는 10종경기와 5종경기가 있으며, 대한민국에는 이 밖에도 고등학교 남자 5종경기, 중학교 3종경기(남녀)가 있다. 혼성경기인 5종경기와 10종경기에는 각 경기마다 채점표를 기준으로 한 점수표가 있는데, 이 표에 의하여 순위를 결정한다.

## 10종경기
한 선수가 첫날 100m 달리기·멀리뛰기·포환던지기·높이뛰기·400m 달리기 등 5종목을, 둘째 날 110m 허들·원반던지기·장대높이뛰기·창던지기·1500m 달리기 등 5종목을 겨룬다.

## 5종경기
한 선수가 멀리뛰기·창던지기·200m 달리기·원반던지기·1500m 달리기를 하루 동안에 실시하여 총득점을 겨루는 경기이다. 여자는 첫날 포환던지기·높이뛰기·200m 달리기 종목을, 둘째 날 100m 허들·멀리뛰기를 겨루어 승부를 낸다.